# 巴恩哈特 (密蘇里州)
巴恩哈特（英語：Barnhart）是位於美國密蘇里州傑佛遜縣的普查規定居民點。

## 歷史
巴恩哈特的郵局自1905年營運至今。

## 人口
根據2020年美國人口普查的數據，巴恩哈特的面積為13.62平方千米，當中陸地面積為13.21平方千米，而水域面積為0.41平方千米。當地共有人口5832人，而人口密度為每平方千米428.19人。